# 芬丹
芬丹（荷蘭語：Veendam）是荷蘭的市镇，位於該國東北部，距離首府格羅寧根約20公里，由格羅寧根省負責管轄，面積78.71平方公里，2007年人口28,106，人口密度為每平方公里369人。

## 友好城市
| - 波蘭 格涅茲諾 - 加拿大 基隆拿 |

## 外部連結
- Official Website
- BV Veendam - Soccer club
- Flash Veendam - Volleyball club （页面存档备份，存于）